# アンジェリーナ (曲)
「アンジェリーナ」は、佐野元春のデビューシングル。1980年3月21日にEPIC・ソニー（現：エピックレコードジャパン）から発売された。

## 概要
佐野のデビューシングル。作曲家としては本作以前に佐藤奈々子のアルバム『Funny Walkin'』、『Sweet Swingin'』の楽曲を手掛けている。
同じ品番で2種類のジャケットが存在する。初回版はレコード会社の方針変更により回収されたという説があるが、真偽は不明。因みに、初回版と新デザイン版のジャケット裏の歌詞部分印刷はレイアウトを含め全く同じ内容である。 
佐野は、「アンジェリーナ」を含んだデビュー当初の楽曲制作について「作りたかったのは、オーディエンスまで巻き込んでいく音楽。洗濯機に放り込まれたような音楽を作りたかったんだ。言葉とビートとメロディーが一体化した表現。これをどうにかしたいと思って作ったのが『アンジェリーナ』であり、『ガラスのジェネレーション』だった」と語り、「フォークってとにかく退屈だった。歌謡曲はもっと退屈だったな。エキサイトしないんです。1分も聴けば、先が見えちゃう。悲しいとか、失恋したとか、日記みたいなものが嫌いでね。僕からいえば勝手にやってくれよと」とこれまでの日本の大衆音楽に対して批判している。
TBSラジオで放送された『林美雄のパックインミュージック』の看板コーナー「ユア・ヒットしないパレード」でも紹介され、「アンジェリーナ」が1位を獲得した。佐野は、後に「僕も聴いていました。“ヒットしない”というのは複雑な気持ちでしたが、僕の曲がラジオから流れたてきたときは、嬉しかったですね」と語っている。

## ライブパフォーマンス
当時、新宿駅前のビルにあったライブハウス「新宿ルイード」で毎月のように佐野元春 with THE HEARTLANDは演奏していた。佐野の回想によると、そこは丸いテーブルと椅子が並ぶオールドスクールなライブハウスで、当時の観客は数十人しかいなかった。狭いステージを走り回っての佐野の熱唱は観客を立ち上がらせ、手拍子をさせ、一緒に歌わせた。興が乗ってくると佐野はテーブルの上に立ち、天井に頭をぶつけそうになりながら歌ったという。最後のヴァースでシャウトし、頭を大きく振るパフォーマンスが定番だった。

## 収録曲
- 全作詞・作曲：佐野元春、編曲：大村雅朗

1. アンジェリーナ
2. さよならベイブ

## その他
曲の一部が1994年にフジテレビ系列で放送された『夏子の酒』の第4話で流れている。
「アンジェリーナ」のスロー・バージョンが、1986年発売シングル「STRANGE DAYS -奇妙な日々-」のカップリング曲に収録。また、このバージョンはベストアルバム「Moto Singles 1980-1989」にも収録されている。
鴨川つばめ作の漫画「マカロニ2」（「マカロニほうれん荘」の続編）内の一エピソードにおいて、主人公の一人、金藤日陽（通称：きんどーさん）が行きつけの喫茶店「アップルハウス」（ほうれん荘大家の娘・姫野かおりが店長を務める）店内でＢＧＭとしてこの曲をリクエスト、きんどー・かおり共にこの曲に好意的な感想を述べている。

## カバー
- 風間杜夫
  - 1984年発売のシングル「心花よ止まれ 恋せよマドンナ」のカップリングにてカバー[注 1]。